# Ґрабаль
Ґрабаль (пол. Grabal) — село в Польщі, у гміні Щутово Серпецького повіту Мазовецького воєводства.
Населення — 141 особа (2011).
У 1975-1998 роках село належало до Плоцького воєводства.

## Демографія
Демографічна структура станом на 31 березня 2011 року:
|          | Загалом | Допрацездатний вік | Працездатний вік | Постпрацездатний вік |
| -------- | ------- | ------------------ | ---------------- | -------------------- |
| Чоловіки | 77      | 16                 | 54               | 7                    |
| Жінки    | 64      | 15                 | 35               | 14                   |
| Разом    | 141     | 31                 | 89               | 21                   |